# Ajisai
Ajisai — японский спутник. Был запущен в 1986 году. После запуска спутнику было дано новое название — Ajisai (японское название Гортензии), но этот спутник наиболее известен под аббревиатурой EGP. Некоторые источники называют аппарат экспериментальным геодезическим спутником, или EG.

## История
Ajisai был запущен из Танегасимского Космического центра 12 августа 1986 года в 20:45 по Гринвичу (13 августа, 05:45 по местному времени). После запуска космического корабля получил международное обозначение 1986-061A и номер 16908.

## Структура
Ajisai полностью пассивен, и работает, отражая солнечный свет или наземныe лазеры.